# Всемирный день ответственного потребления пива
Всемирный день ответственного потребления пива (англ. Global Beer Responsibility Day) — это инициатива, которая объединяет пивоваренные компании, государственные, некоммерческие организации, ритейлеров в десятках стран по всему миру для профилактики и решения проблем, связанных с потреблением алкоголя, таких как вождение в нетрезвом состоянии и потребление алкоголя несовершеннолетними.
Всемирный день ответственного потребления пива учреждён в 2015 году по инициативе компаний AB InBev, Пивоваренной компании «Балтика», часть Carlsberg Group и HEINEKEN.
17 сентября 2015 года в Москве был подписан Меморандум о намерениях развивать партнёрство и предпринимать меры по предупреждению продаж пива несовершеннолетним между Ассоциацией производителей пива, Союзом потребителей РФ, Объединением участников пиво-безалкогольного рынка, X5 Retail Group. Поддержку акции также оказали Федеральная служба по регулированию алкогольного рынка, Торгово-промышленная палата РФ, региональные отделения Российского союза молодёжи.
18 сентября 2015 года в 120 городах России впервые была организована всероссийская социальная акция «18+ Правила общие — ответственность каждого!», приуроченная к Всемирному дню ответственного потребления пива. Всемирный день ответственного потребления пива поддержали в 62 странах. В рамках акции были разработаны правила для производителей, продавцов и покупателей пива, чтобы сделать алкогольную продукцию недоступной для несовершеннолетних.
16 сентября 2016 года базирующаяся в Брюсселе Пивовары Европы (англ. The Brewers of Europe), объединяющая национальные ассоциации пивоваров из 29 европейских стран и предоставляющая интересы свыше 6 500 пивоваренных заводов Европы, поддержала кампанию в поддержку ответственного потребления пива. 
Всемирный день ответственного потребления пива стал ежегодной инициативой, объединяющей пивоваренные компании, предприятия ритейла и общественные организации по всему миру. В этот день компании по всему миру запускают информационно-просветительские программы, направленные на формирование и продвижение культуры ответственного потребления алкоголя. 

17 сентября 2021 года акция Ассоциация производителей пива совместно с федеральным социальным проектом «Автотрезвость» запустили просветительскую кампанию, направленную на профилактику управления транспортом в нетрезвом состоянии. Социальная реклама «ПитьНельзяРулить» появилась на автозаправочных станция в 80 городах России. 
«Всемирный день ответственного потребления пива — хороший повод, чтобы напомнить всем участникам дорожного движения о безопасности на дорогах и о том, что алкоголь и управление автомобилем несовместимы, — говорит председатель совета Ассоциации производителей пива Андрей Губка. — Очень важно внедрять парадигму ответственного потребления. Но мало просто говорить об ответственности за нетрезвое вождение: только объединив усилия общественности и бизнеса мы сможем повлиять на общественное мнение, повысить нетерпимость к нетрезвому вождению у всех участников дорожного движения. Эта потребность легла в основу нашей кампании, которая, благодаря нашим партнерам, получила федеральный масштаб».